# 幼童軍

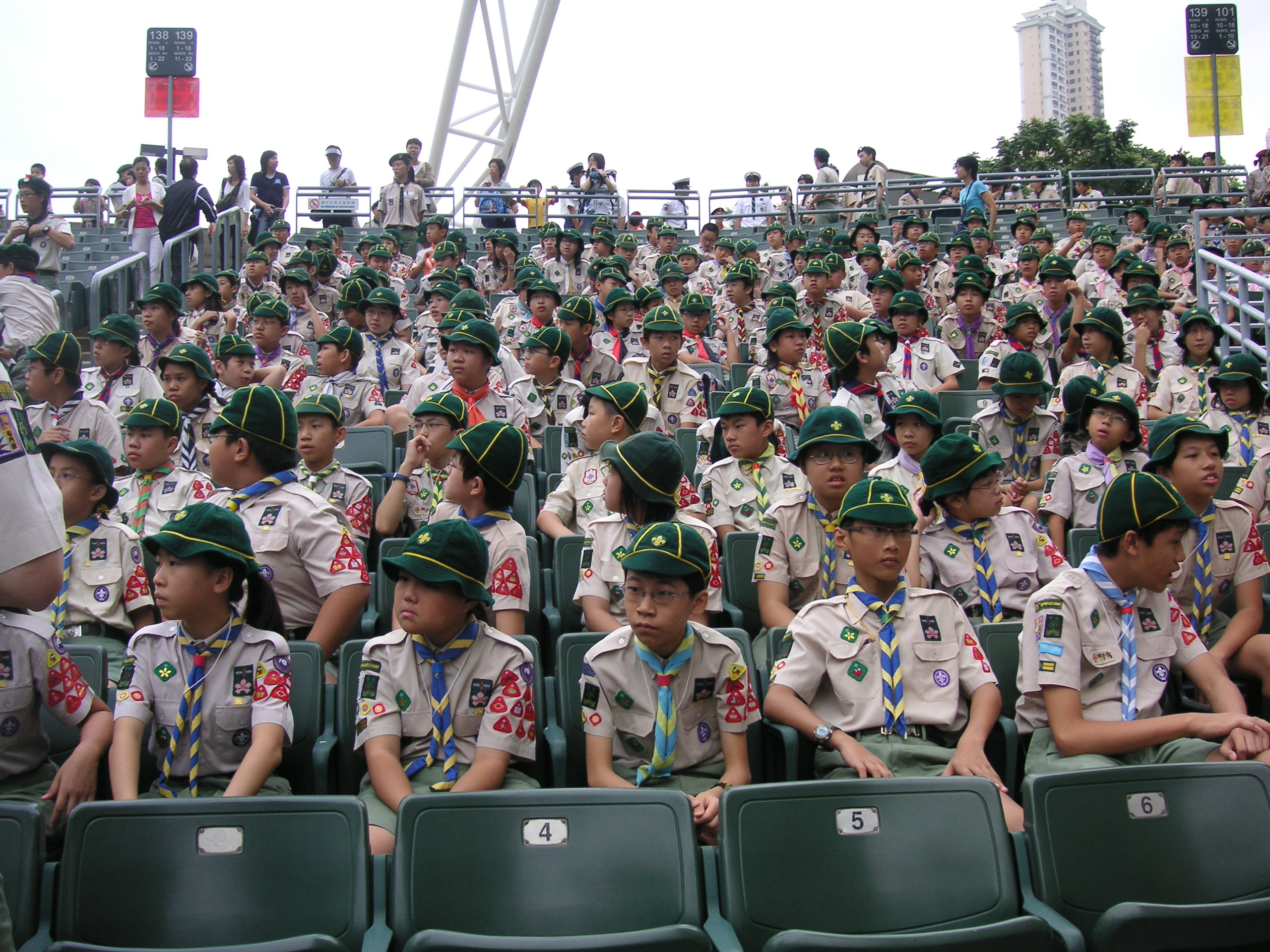
穿著制服的香港幼童軍

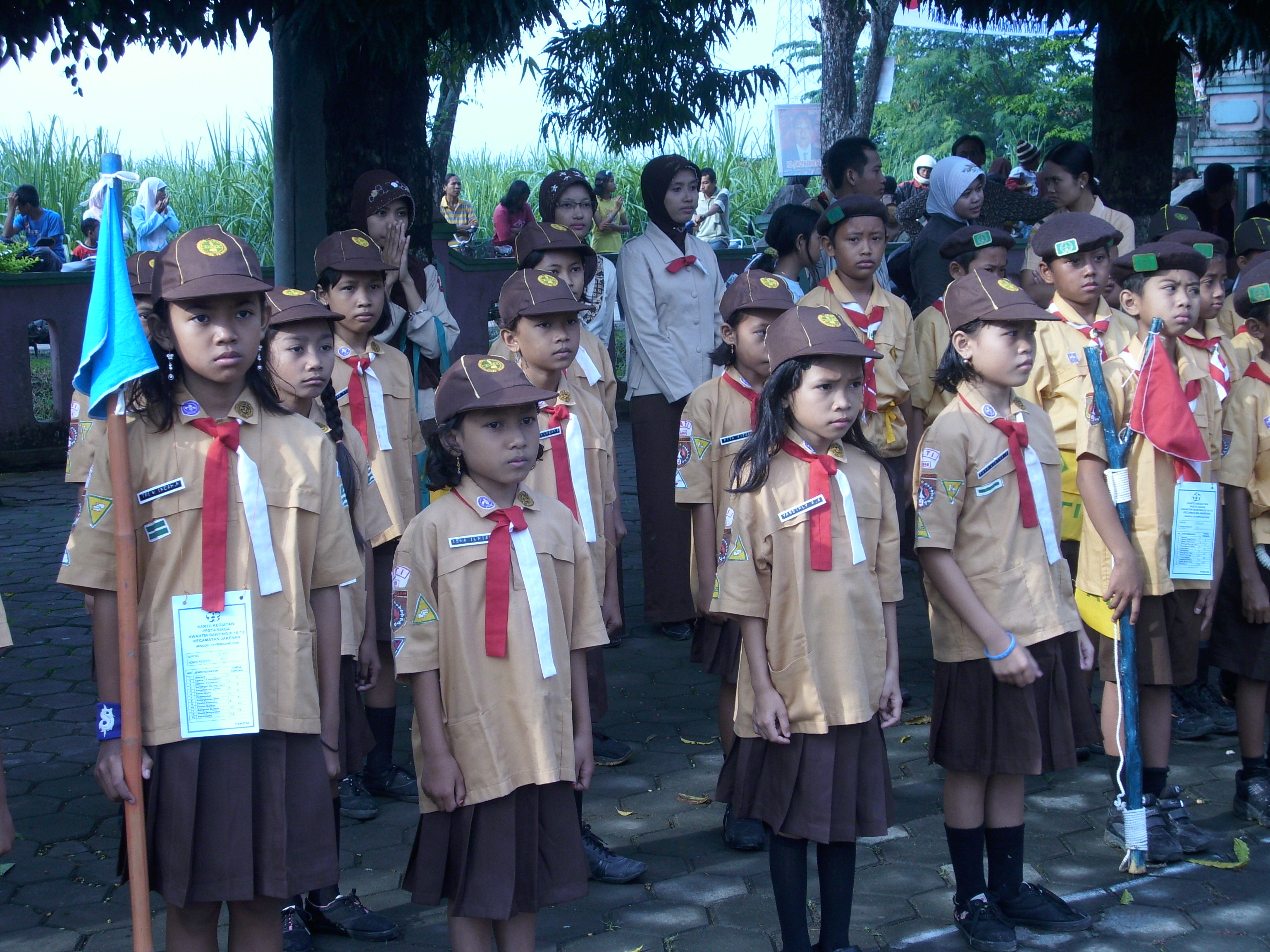
印度尼西亞幼童軍

幼童軍（英語：Cub Scouts）是國際童軍運動中的成員之一，對象主要為7、8歲至10、11歲的兒童。在某些國家中，幼童軍被稱呼為「小狼」或「小狼隊」（Wolf Cubs，通常簡稱為），而這個階段的活動也通常被稱為「幼童軍活動」°（Cubbing）。首先，跟童軍相同，幼童軍只招收男性；女性則是另外加入幼女童軍。1990年起，多個國家的幼童軍才正式開放招收男性或女性兒童，但在美國童軍，其幼童軍仍然只招收男性。一些國家同時擁有海童軍版本的幼童軍。

### 書籍
- 香港幼童軍手冊 ISBN 9-6278-3553-6